# Catatonia
Catatonia (vgl. Katatonie) war eine britische Band. Sie gehörte in den 1990ern zu den populärsten Rockbands Großbritanniens.
Bandmitglieder waren die Sängerin Cerys Matthews, die Gitarristen Mark Roberts und Owen Powell, Bassist Paul Jones und Schlagzeuger Aled Richards. Die meisten Lieder von Catatonia stammen von Mark Roberts.
Insbesondere Cerys Matthews wurde zum Aushängeschild der Band. Ihre raue, verletzliche Stimme machte sie Ende der 1990er auf den britischen Inseln zu einem recht bekannten Sexsymbol. Dieser ungewollte Ruhm führte allerdings auch zu Problemen: Sie litt an Angstzuständen und nervösen Störungen. Auch der übermäßige Alkoholkonsum der Leadsängerin sorgte für Schlagzeilen. Auf den Inseln galt Cerys – was Biertrinken anging – als „Mann“. Die Band musste mehrere Konzerte absagen und auch das interne Bandklima verschlechterte sich. 2001, nach der Veröffentlichung ihres letzten Albums Paper Scissors Stone, löste sich die Band auf.

## Stil
Die Band sprach durch eingängige Pop-Melodien eine breite Zuhörerschaft an und konnte trotzdem ein gewisses Maß an experimentellen und potenziell verstörenden Soundelementen integrieren. Im Resultat entstand eine Mixtur aus klassischen Popsongs und Indie-Rock. Wie viele Künstler aus Wales spielten sie mit ihrem Image. Zum einen betonte Sängerin Cerys Matthews ihren walisischen Akzent im Englischen, die Texte sind teilweise in Walisisch, und ihre Heimat spielt oft eine Rolle in den Liedern. Andererseits aber sind auch sie eigentlich Kosmopoliten.

## Diskografie

### Studioalben
| Jahr | Titel                      | Höchstplatzierung, Gesamtwochen, AuszeichnungChartplatzierungen (Jahr, Titel, Platzierungen, Wochen, Auszeichnungen, Anmerkungen) | Höchstplatzierung, Gesamtwochen, AuszeichnungChartplatzierungen (Jahr, Titel, Platzierungen, Wochen, Auszeichnungen, Anmerkungen) | Anmerkungen                              |
| Jahr | Titel                      | DE | UK | Anmerkungen                              |
| ---- | -------------------------- | --- | --- | ---------------------------------------- |
| 1996 | Way Beyond Blue            | — | UK32 (13 Wo.)UK | Erstveröffentlichung: 30. September 1996 |
| 1998 | International Velvet       | — | UK1 ×3Dreifachplatin · (107 Wo.)UK                                                                                                | Erstveröffentlichung: 2. Februar 1998    |
| 1999 | Equally Cursed and Blessed | — | UK1 Platin · (25 Wo.)UK | Erstveröffentlichung: 28. März 1999      |
| 2001 | Paper Scissors Stone       | DE55 (1 Wo.)DE | UK6 Silber · (4 Wo.)UK | Erstveröffentlichung: 6. August 2001     |

### Kompilationen
| Jahr | Titel         | Höchstplatzierung, Gesamtwochen, AuszeichnungChartsChartplatzierungen (Jahr, Titel, Platzierungen, Wochen, Auszeichnungen, Anmerkungen) | Anmerkungen                          |
| Jahr | Titel         | UK | Anmerkungen                          |
| ---- | ------------- | --- | ------------------------------------ |
| 2002 | Greatest Hits | UK24 Silber · (3 Wo.)UK | Erstveröffentlichung: September 2002 |

Weitere Alben
- 1995: The Sublime Magic of Catatonia
- 1998: The Crai-EPs 1993/1994
- 2006: Platinum Collection
- 2011: Road Rage: The Very Best of

### Singles
| Jahr | Titel Album                                         | Höchstplatzierung, Gesamtwochen, AuszeichnungChartsChartplatzierungen (Jahr, Titel, Album, Platzierungen, Wochen, Auszeichnungen, Anmerkungen) | Anmerkungen                         |
| Jahr | Titel Album                                         | UK | Anmerkungen                         |
| ---- | --------------------------------------------------- | --- | ----------------------------------- |
| 1995 | Bleed Way Beyond Blue                               | UK46 (2 Wo.)UK | Erstveröffentlichung: November 1995 |
| 1996 | Sweet Catatonia Way Beyond Blue                     | UK61 (2 Wo.)UK | Erstveröffentlichung: Januar 1996   |
| 1996 | Lost Cat Way Beyond Blue                            | UK41 (2 Wo.)UK | Erstveröffentlichung: April 1996    |
| 1996 | You’ve Got a Lot to Answer For Way Beyond Blue      | UK35 (2 Wo.)UK | Erstveröffentlichung: August 1996   |
| 1997 | I Am the Mob International Velvet                   | UK40 (2 Wo.)UK | Erstveröffentlichung: Oktober 1997  |
| 1998 | Mulder and Scully International Velvet              | UK3 Silber · (11 Wo.)UK | Erstveröffentlichung: Januar 1998   |
| 1998 | Road Rage International Velvet                      | UK5 Silber · (10 Wo.)UK | Erstveröffentlichung: April 1998    |
| 1998 | Strange Glue International Velvet                   | UK11 (8 Wo.)UK | Erstveröffentlichung: Juli 1998     |
| 1998 | Game On International Velvet                        | UK33 (2 Wo.)UK | Erstveröffentlichung: Oktober 1998  |
| 1999 | Dead from the Waist Down Equally Cursed and Blessed | UK7 (11 Wo.)UK | Erstveröffentlichung: April 1999    |
| 1999 | Londinium Equally Cursed and Blessed                | UK20 (4 Wo.)UK | Erstveröffentlichung: Juli 1999     |
| 1999 | Karaoke Queen Equally Cursed and Blessed            | UK36 (2 Wo.)UK | Erstveröffentlichung: November 1999 |
| 2001 | Stone by Stone Paper Scissors Stone                 | UK19 (6 Wo.)UK | Erstveröffentlichung: Juli 2001     |